# Fátima la socotrana
Fátima la socotrana, Fāṭima bint Aḥmad Muḥammad al-Jahḍamī (en escritura árabe: فاطمة بنت أحمد محمد الجهضمي), o Fāṭima al-Suqutriyya ( فاطمة السقطرية), fue una poetisa yemení del siglo IX, siglo III tras la hégira.
También la recordamos como al-Zahra. Y se cree que vivió en la isla de Socotra entre 816 y 913.